# Bhitarwar
Bhitarwar é uma cidade e uma nagar panchayat no distrito de Gwalior, no estado indiano de Madhya Pradesh.

## Geografia
Bhitarwar está localizada a 25° 48′ N, 78° 07′ L. Tem uma altitude média de 199 metros (652 pés).

## Demografia
Segundo o censo de 2001, Bhitarwar tinha uma população de 15 266 habitantes. Os indivíduos do sexo masculino constituem 54% da população e os do sexo feminino 46%. Bhitarwar tem uma taxa de literacia de 54%, inferior à média nacional de 59,5%; a literacia no sexo masculino é de 65% e no sexo feminino é de 41%. 17% da população está abaixo dos 6 anos de idade.